# 御名御璽

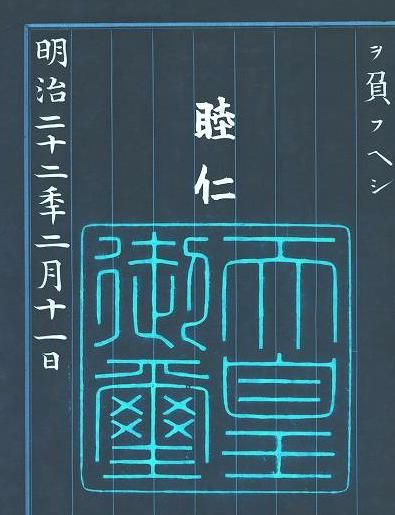
大日本帝国憲法原本に記された御名御璽（ネガ画像）

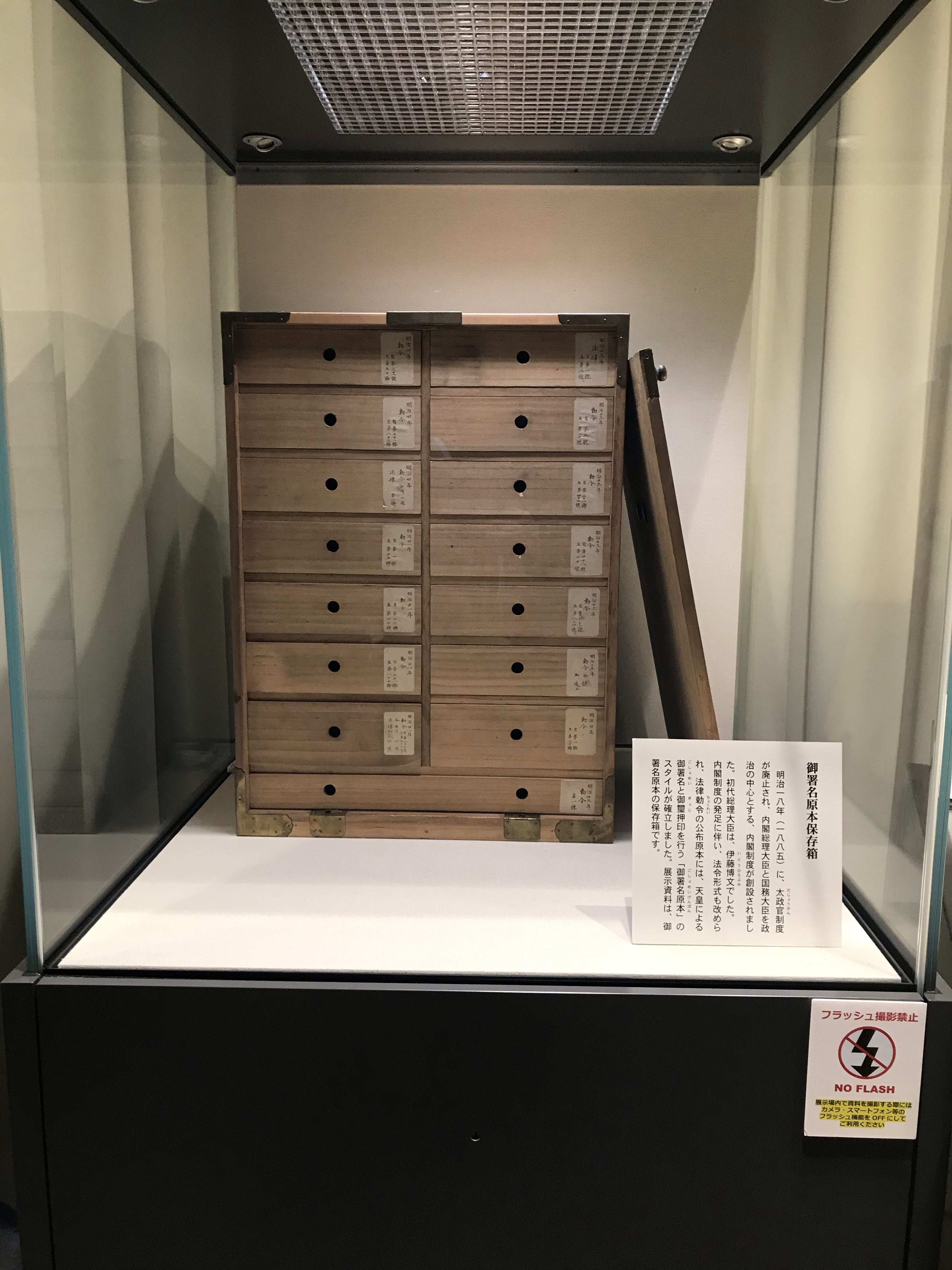
御署名原本保存箱（国立公文書館）

御名御璽（ぎょめいぎょじ）とは、天皇の名前および御璽のこと。詔書や法令について、原本においては親署および御璽の押印があることを指すために用いる用語。天皇を諱（実名）をもって呼称することは伝統的に不敬とされるため、このように表記される。なお、歴史的には満洲国皇帝についても同様に用いられた。

## 近現代日本での運用
明治政府では当初、重要な法令を太政大臣名で公布していたが、1885年（明治18年）12月の内閣制度が導入されて以降、憲法・詔書・法律・条約・勅令などは上諭（日本国憲法下においては公布文の形に改められる）によって公布が行なわれる体制に改められていき、各原本には御名御璽が付されることとなった。
現在も公的に用いられており、官報や法令集などに掲載される際、原本においては親署および御璽の押印がなされるところは「御名 御璽」と表記される。その際、「御名 御璽」は当該文書の題名から一段下げた高さに置かれる。天皇に代わって摂政が署名する際には、摂政は、天皇の名とともにその左脇に一段下げて摂政の名を記すことから、官報や法令集などにおいては「御名　御璽」と記載した次に「摂政名」と記載され、摂政についても実名は回避される。また、その後につづく首相と閣僚の副署は通常のように各行の最下部に署名どおりの実名（氏名）をもって表記される。

### 御署名原本
御名御璽が付された原本自体のことは、「御署名原本」と呼ばれる。御署名原本は国立公文書館が取り扱う史料の中でも特に重要であるため、貴重書庫に厳重に保管している。
- 沖縄の復帰に伴う特別措置に関する法律の御署名原本（国立公文書館所蔵）

## 満洲国での運用
満洲国では1932年（大同元年）3月1日から1934年（大同3年）3月1日までは満洲国執政を元首とする共和制を採用していたため、教書・執政令（法律・教令・軍令・国際条約・予算及び予算外国庫負担となるべき契約）については執政である溥儀の名で公布されていた。そのため、満洲国の機関紙である『満洲国政府公報』に掲載される際、原本においては署名および押印がなされるところは「執政 溥儀印」と表記されていた。
1934年（康徳元年）3月1日の帝政移行に伴い、詔書・帝室令（日本の皇室令に相当）・法律・勅令・軍令・国際条約・予算及び予算外国庫負担となるべき契約は、大日本帝国と同様に上諭を附して公布が行なわれる体制に改められた。そのため、『政府公報』（『満洲国政府公報』から改題）に掲載される際、原本においては親署および御璽の押印がなされるところは「御名御璽」と表記された。その際、「御名御璽」は当該文書の題名から一段下げて置かれた。なお、日本の官報での表記と異なり、「御名御璽」の文字間隔は完全に均等である。